# ヤゴ

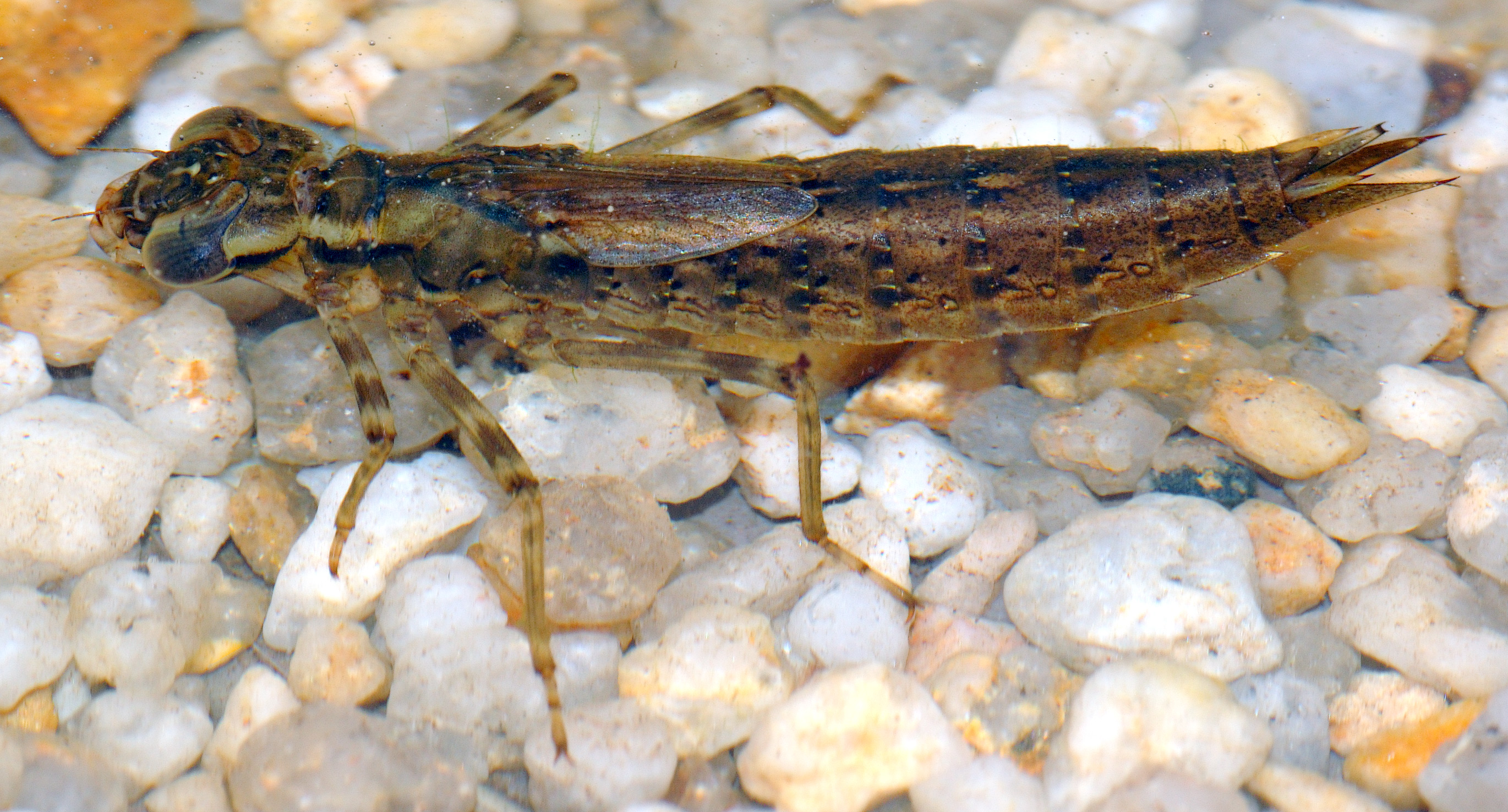
Aeshna cyanea のヤゴ（欧州産）（ヤンマ科ルリボシヤンマ属）

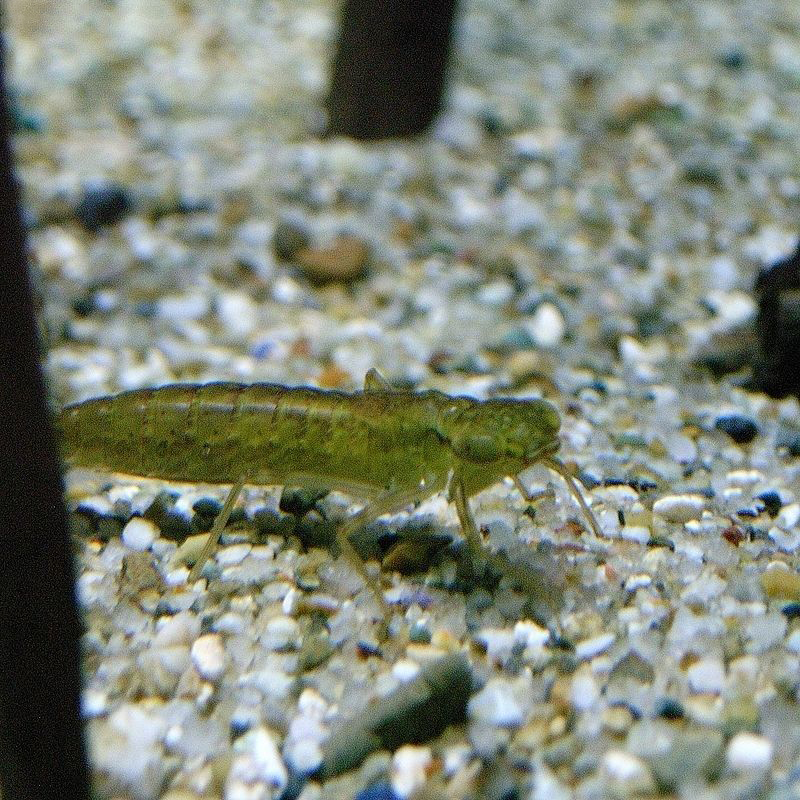
足（ギンヤンマ属のヤゴ）

ヤゴ（水蠆）とはトンボ目（蜻蛉目）、特にトンボ亜目（不均翅亜目）のものの幼虫を指す通称（俗称）。肉食性の水生昆虫として有名である。語源は成虫であるトンボを表す「ヤンマの子」を略して「ヤゴ」と称された。別名タイコムシ（タイコウチとは別）、あるいはワラジムシともいう（甲殻綱ワラジムシ目とは無関係）。

## 一般論
昆虫の幼虫の中には、成虫とはとても異なる姿のものがあり、それらの中で、昔からよく知られているものには、成虫とは別名で呼ばれているものが存在する。ヤゴもそのひとつで、成虫とは外見や生態は全く異なるがトンボ目の幼虫である。ただし、トンボ目の中でもイトトンボ亜目（均翅亜目）の幼虫は姿が随分異なり、恐らく本来のヤゴはこれを指すものではなかったのではないか、とする説がある。しかし、現在ではトンボ目の幼虫を総じてヤゴと呼ぶ場合が多い。
トンボはすべて空中での生活に高度に適応した陸生動物であるが、その幼虫であるヤゴは、水中に生息する水生昆虫である。不完全変態であるから、基本的には成虫とさほど変わらない構造をしているはずであり、実際、余計な付属肢があったりもしないし、翅も小さなものが背面に出ている。しかし外見は大きく異なり、一見すると軽やかに空を飛ぶ成虫からは想像できない姿をしている。肉食で、主に小型の水棲昆虫を食べる。小魚の体液を吸うこともある。
様々な形のものがあるが、共通する特徴としては以下が挙げられる。
- 下唇が折り畳み式になっており、先端にある鋏状の牙で獲物を捕らえることができる。ヤゴはすべて肉食で、普段は折り畳まれている下唇を瞬時に伸ばすことで、離れた距離から獲物を捕食する。そのスピードと精度は日本国内の水生昆虫の中では屈指であり、狩りのスケールを度外視すれば非常に獰猛な捕食者と言って差し支えない。
- 鰓があり、呼吸のために空気に触れる必要がない（鰓を体内に持つ種類もいる）。

水生昆虫の脚部は泳ぐことに適した形になっているものが多いが、ヤゴの脚はむしろ水底を歩くのに適した形をしており、水生昆虫としてはあまり泳ぎが得意な方ではない。これはヤゴが泳ぐ際には脚を使わないこととも関係している。但し、水からすくい上げると存外しっかりとした足取りで歩けるものも多い。また、脚関節が全て前方に曲がるようになっている。
幼虫の期間は数週間のものから数年に及ぶものまでさまざまであるが、最終的にはヤゴが陸に登って羽化し、成虫（トンボ）となる。ヤゴのいる水辺を探せば、その時の抜け殻を探すことができる。羽化を行うとき、トンボ、ヤンマ、イトトンボなどは脱皮の際に抜け殻に腹部で引っかかることによって背後に向けてぶら下がる姿勢を取るので、ほぼ垂直な面で頭を上に向けてとまる。これに対して、サナエトンボ類は抜け殻から腹部を使って立ち上がった姿勢をとって、ぶら下がらないので、ほぼ水平な面にとまる。

## 様々な形
トンボ類は、その多くがよく似た姿で、分類群の違いに基づく外見上の差は大きくない。トンボ亜目かイトトンボ亜目かがはっきり判別できる以外は、あまり変わり映えがしない。しかし、ヤゴにおいては、その姿は大きく異なり、分類群によってはっきりとした差が見られる。例えば、ギンヤンマ、オニヤンマ、コオニヤンマを並べると、成虫ではこれらが別の科に属することは専門家でなければ分からぬほど似通っているが、逆にこれらの幼虫だけを並べて見れば、それが同じ仲間であるとは到底思えないほどに異なっている。
外見上では、イトトンボ亜目とトンボ亜目との差が大きい。ムカシトンボ類の幼虫は、トンボ目の、特にサナエトンボ類のそれに近い。

### イトトンボ亜目

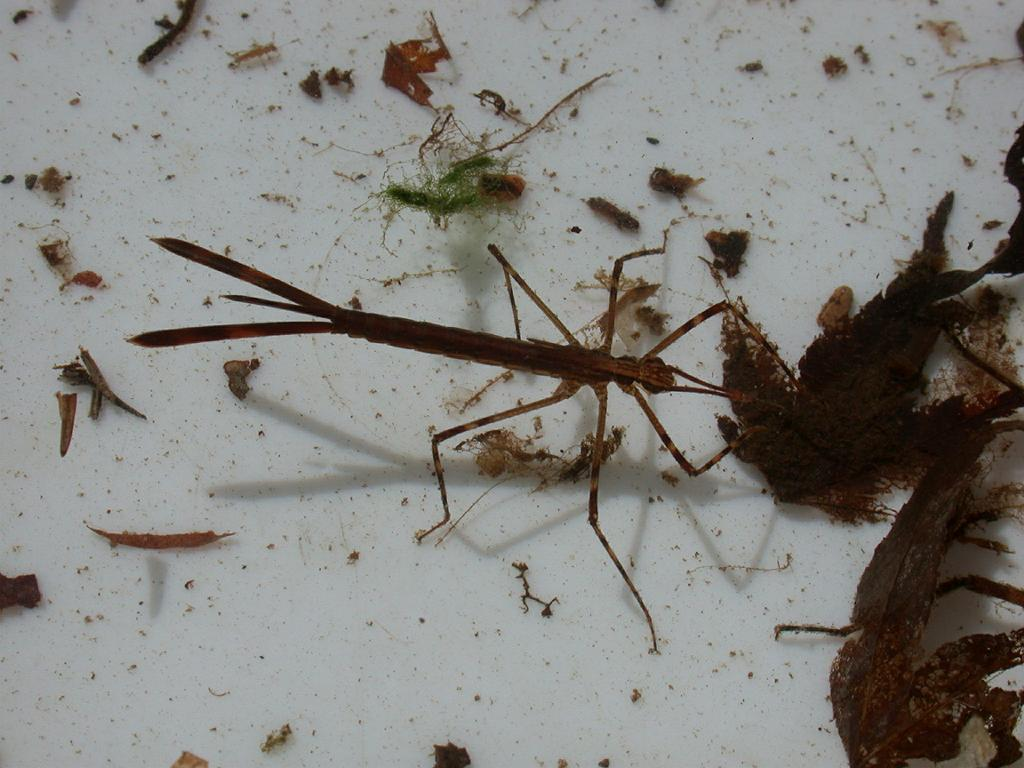
ミヤマカワトンボ

イトトンボ、カワトンボ類のヤゴは、外見が一般的なヤゴとははっきり異なる。頭は左右に長い棒状で、体は前後に細長い棒状、あるいは管状になっている。短い体のものもあるが、幅広くはならない。足は細長く、それを使って歩くが、全身をくねらせて泳ぐものもある。一般にイトトンボ類は体が細長く、柔らかな感じで、褐色から緑に近い色をしている。カワトンボ類は細いがやや短い体で、がっしりとしており、茶褐色から黒っぽい色をしている。
特に目立つ特徴は、腹部末端に細長くて扁平な気管鰓があることである。この鰓は背中側に一つ、腹側左右に一つ、合計三つあって、内部には気管が入り込み、細かく枝分かれしている。この鰓は自切することができて、捕まえた時など、たやすく外れてしまうが、幼虫の生存には影響ないようである。
また、この類のミナミカワトンボ科のヤゴは渓流に生息し、体はやや扁平で、その姿は渓流性のカゲロウの幼虫にやや似る。また、腹部の下面に、節ごとに対になった細い腹鰓をもつ。これは、腹部の付属肢に由来するもので、トンボ目では他に例がない。節足動物は一般に体節ごとに一対の付属肢を持つのが基本である。昆虫においてもそうで、祖先は腹部の体節にも付属肢を持っていたものが、退化してなくなったものと考えられる。幼虫では腹部に付属肢を持つものもあるが、トンボではこの類以外では全く見られない。したがって、それがなんらかの形で残っていることは、原始的特徴と見なしてよい。

### トンボ亜目一般

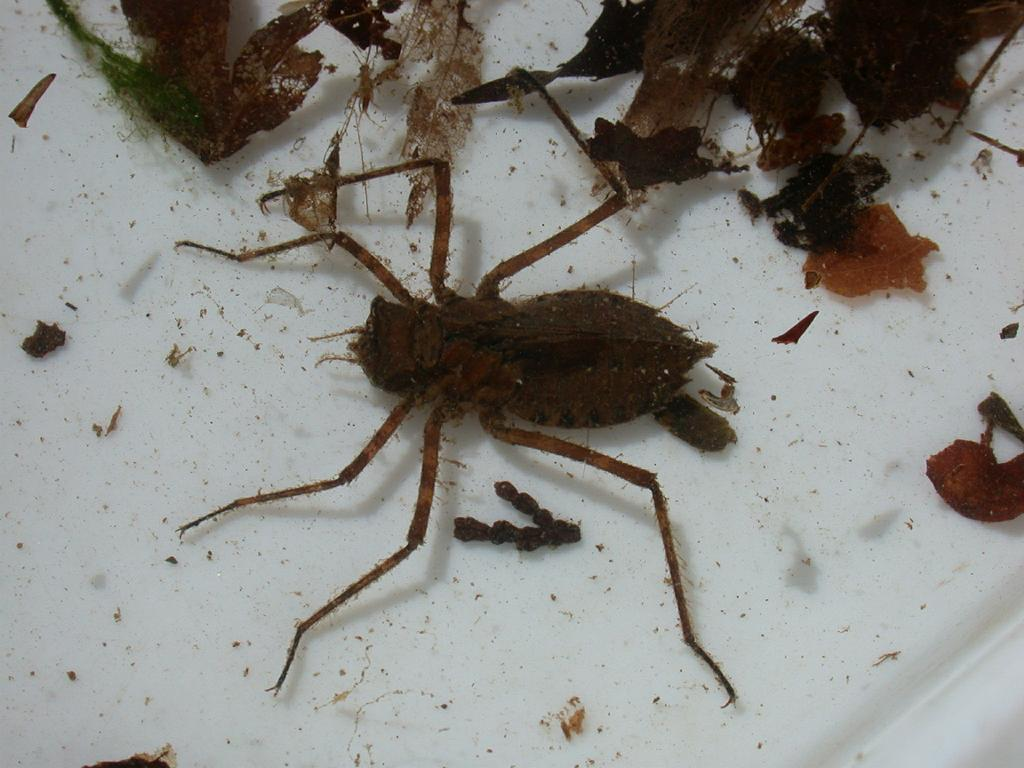
コヤマトンボ（エゾトンボ科）

トンボ亜目のヤゴは、体は太短く、あまり体をくねらせて泳いだりはしない。腹部末端には尾肢などが刺状の突起の束となっている。外には鰓がなく、呼吸は直腸の内側に皺状の突起となっている気管鰓で行う。呼吸のための水は肛門から吸い込み、また肛門から吹き出す。この水の噴出を使って、ジェット推進の要領で素早く泳ぐこともできる。外見は、下位グループ毎にかなり違っている。
サナエトンボ科・（ムカシトンボ科）
一般に細長い体でやや扁平、足は短め。砂や泥にもぐるものが多く、動きはにぶい。中でもコオニヤンマの幼虫は腹部が団扇状に広がる上、触角も団扇のようになった特異な姿である。
ムカシヤンマ科・オニヤンマ科
円筒形で長い体、足は長くない。全身に短い毛がはえている。
ヤンマ科
円筒形で、頭と胴の間がややくびれる。頭は丸くて、目が大きい。全身が滑らかなものが多い。動きは俊敏な方。
エゾトンボ科
体は扁平で前後に短い。足が長く、アシダカグモか何かのように見えるものがある。
トンボ科
中庸なヤゴ。体は楕円形くらい、やや扁平。足はそこそこか、やや長い。